# Квантова інформатика
Квантова інформатика — розділ науки, що виник наприкінці XX століття на стику квантової механіки, теорії алгоритмів і теорії інформації.

## Загальний опис
У квантовій інформатиці вивчаються загальні принципи і закони, що керують динамікою складних квантових систем. Моделлю таких систем є квантовий комп'ютер.
Квантова інформатика включає в себе питання квантових обчислень і квантових алгоритмів, фізику квантових комп'ютерів, квантової криптографії і квантової теорії інформації, безпосередньо стосується підстав квантової теорії, зокрема, проблеми вимірювань і опису декогерентності. Найважливішим фізичним явищем, яке вивчається в квантовій інформатиці, є заплутані квантові стани і породжувані ними нелокальні властивості квантової фізики багатьох тіл.
Базовим поняттям класичної теорії інформації є біт, який приймає значення 0 або 1. Квантова інформація може надаватися в кубітах (англ. quantum bit). Кубіти можуть перебувати в стані, що є суперпозицією 0 і 1. Кілька кубітів можуть бути в заплутаному стані (англ. entangled).